# Teddy dwerg

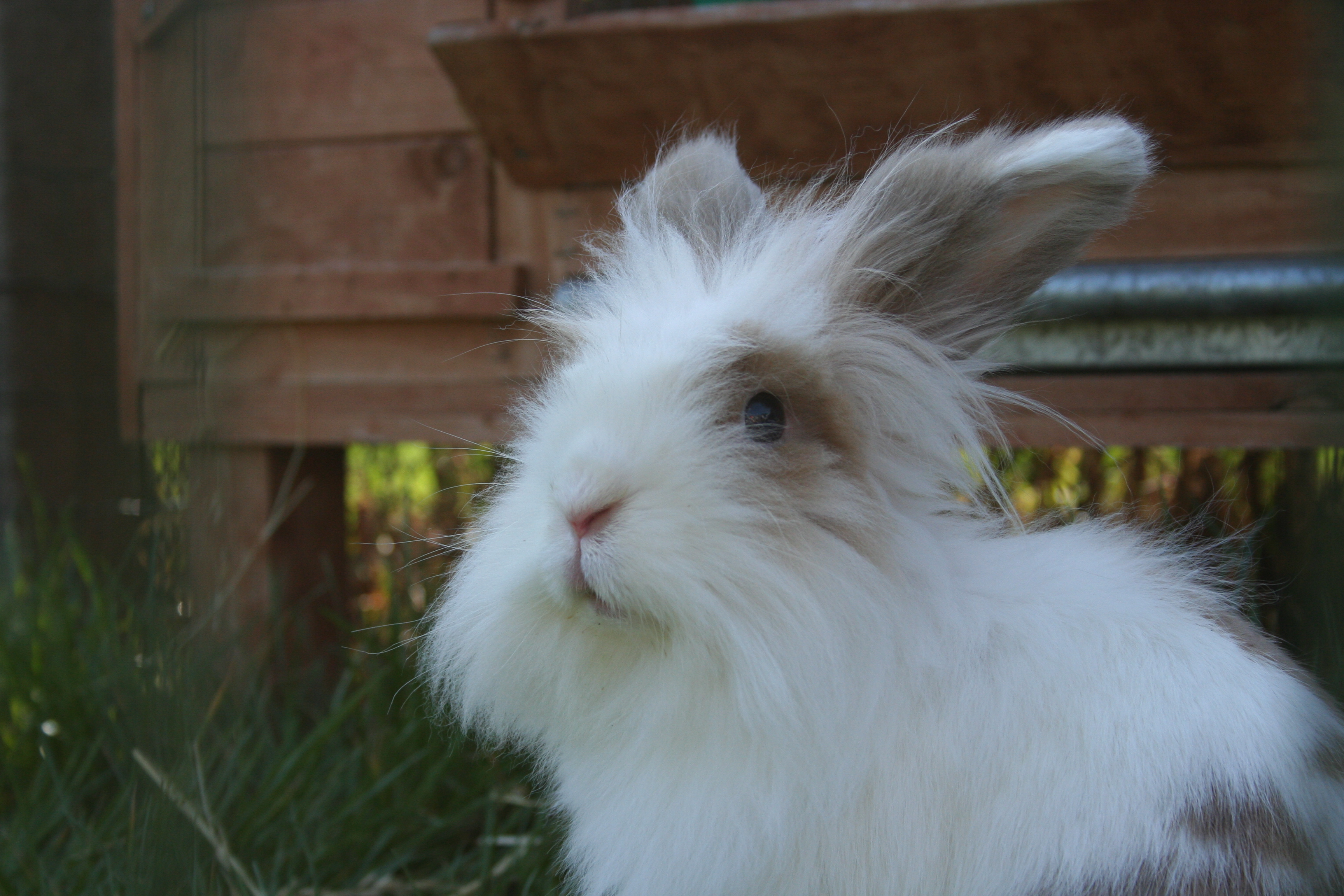

De Teddy dwerg of Teddy Widder is een konijnenras dat oorspronkelijk in Duitsland is gefokt uit een kruising van kleurdwergen en angora-konijnen.

## Kenmerken
Dit konijnenras heeft lang haar met een lengte van 5-10 cm. De oren van een Teddy dwerg moeten rechtop staan en tussen de 5 en 6,3 cm lang zijn.
De vorm van het lichaam van de Teddy dwerg moet kort, gedrongen en in een cilindervorm zijn. Dit konijnenras hoort qua lichaamsbouw van voor tot achter (van borst tot achterkant) even breed te zijn. De bekken dienen mooi rond te zijn. De pootjes zijn kort, klein en fijn geconstrueerd.
De verschillen tussen een ram (mannetje) en voedster (vrouwtje) zijn klein. De kop heeft bij de voedster een smal voorhoofd, bij de ram is het voorhoofd breed. Het gewicht ligt tussen de 900 en de 1600 gram. Rammetjes zijn meestal iets kleiner en lichter.

## Verzorging
De Teddy dwerg heeft, op borstelsessies na, geen speciale behandelingen nodig.
De vachtverzorging van de Teddy dwerg is belangrijk, omdat de verzorging die het konijn zelf doet, door middel van likken, voor dit ras onvoldoende is. Als men de klitten en het vuil niet uit de vacht verwijdert, kan de (onder)vacht gaan vervilten of krijgt het konijn last van ongedierte. Het konijn zal gaan krabben, en kan hiermee de dunne huid beschadigen of zelfs kapottrekken.